# Цзяньчан
Цзяньча́н (кит. упр. 建昌, пиньинь Jiànchāng) — уезд городского округа Хулудао провинции Ляонин (КНР). Название образовано из первых иероглифов названий областей «Цзяньдэ» и «Чанли», существовавших в этих местах при империи Северная Вэй.

## История
В 1931 году в этих местах властями провинции Жэхэ были начаты подготовительные работы по образованию из прилегающих частей уездов Чаоян и Линъюань нового уезда Линнань (凌南县), однако в 1933 году эти земли были захвачены японцами и присоединены к марионеточному государству Маньчжоу-го, и фактически уезд Линнань был образован уже в составе Маньчжоу-го. В 1937 году уезды Линнань и Линъюань были объединены в уезд Цзяньчан. В 1940 году уезд был присоединён к хошуну Харачин-Цзоци.
После окончания Второй мировой войны и ликвидации Маньчжоу-го уезд был воссоздан. В 1955 году провинция Жэхэ была ликвидирована, и уезд вошёл в состав Специального района Цзиньчжоу (锦州专区) провинции Ляонин. В 1958 году Специальный район Цзиньчжоу был расформирован, и уезд перешёл под юрисдикцию властей Чаояна. В 1964 году был образован Специальный район Чаоян (朝阳专区), и уезд вошёл в его состав. В 1970 году Специальный район Чаоян был переименован в Округ Чаоян (朝阳地区). В 1984 году округ Чаоян был расформирован, а вместо него был образован городской округ Чаоян.
В 1989 году был образован городской округ Цзиньси (в 1994 году переименованный в Хулудао), и уезд был передан в его состав.

## Административное деление
Уезд Цзяньчан делится на 7 посёлков, 20 волостей и 1 национальную волость.

## Соседние административные единицы
Уезд Цзяньчан граничит со следующими административными единицами:
- Район Ляньшань (на северо-востоке).
- Городской уезд Синчэн (на востоке).
- Уезд Суйчжун (на юго-востоке).
- Городской округ Чаоян (на северо-западе).
- Провинция Хэбэй (на юго-западе).